# Sopje
Sopje est un village et une municipalité située dans le comitat de Virovitica-Podravina, en Croatie. Au recensement de 2001, la municipalité comptait 2 750 habitants, dont 90,55 % de Croates et 7,49 % de Serbes ; le village seul comptait 596 habitants.

## Localités
La municipalité de Sopje compte 11 localités :
- Gornje Predrijevo
- Grabić
- Josipovo
- Kapinci
- Nova Šarovka
- Novaki
- Sopjanska Greda
- Sopje
- Španat
- Vaška
- Višnjica